# Chapelle Saint-Ulrich d'Avolsheim
La chapelle Saint-Ulrich est un monument historique situé à Avolsheim, dans le département français du Bas-Rhin.

## Localisation
Ce bâtiment est situé place de l'Église à Avolsheim.

## Historique
L'édifice fait l'objet d'un classement au titre des monuments historiques depuis 1862.

## Architecture
Ci-dessous sur le site de la ville d'Avolsheim une description complète du baptistère.

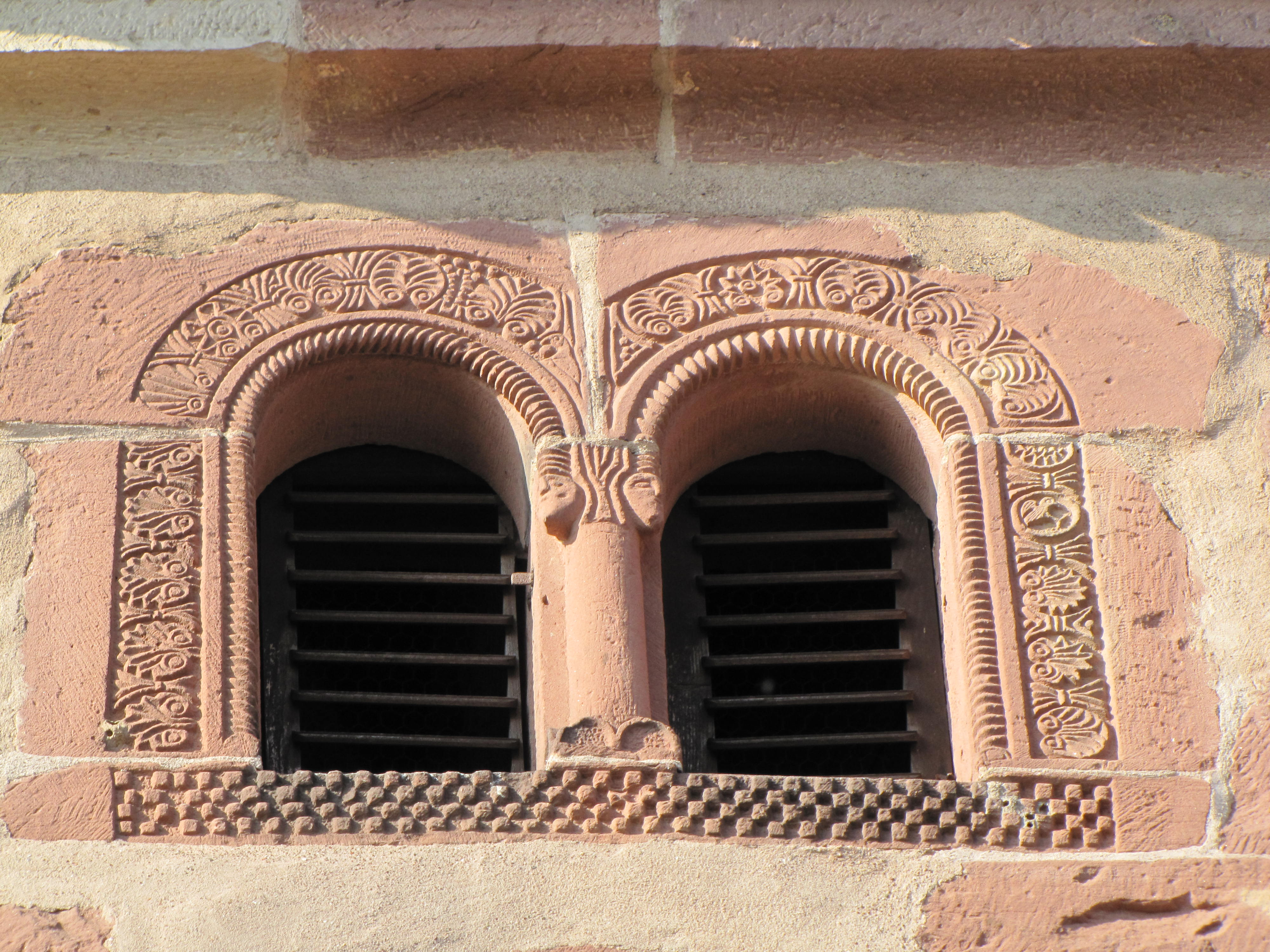
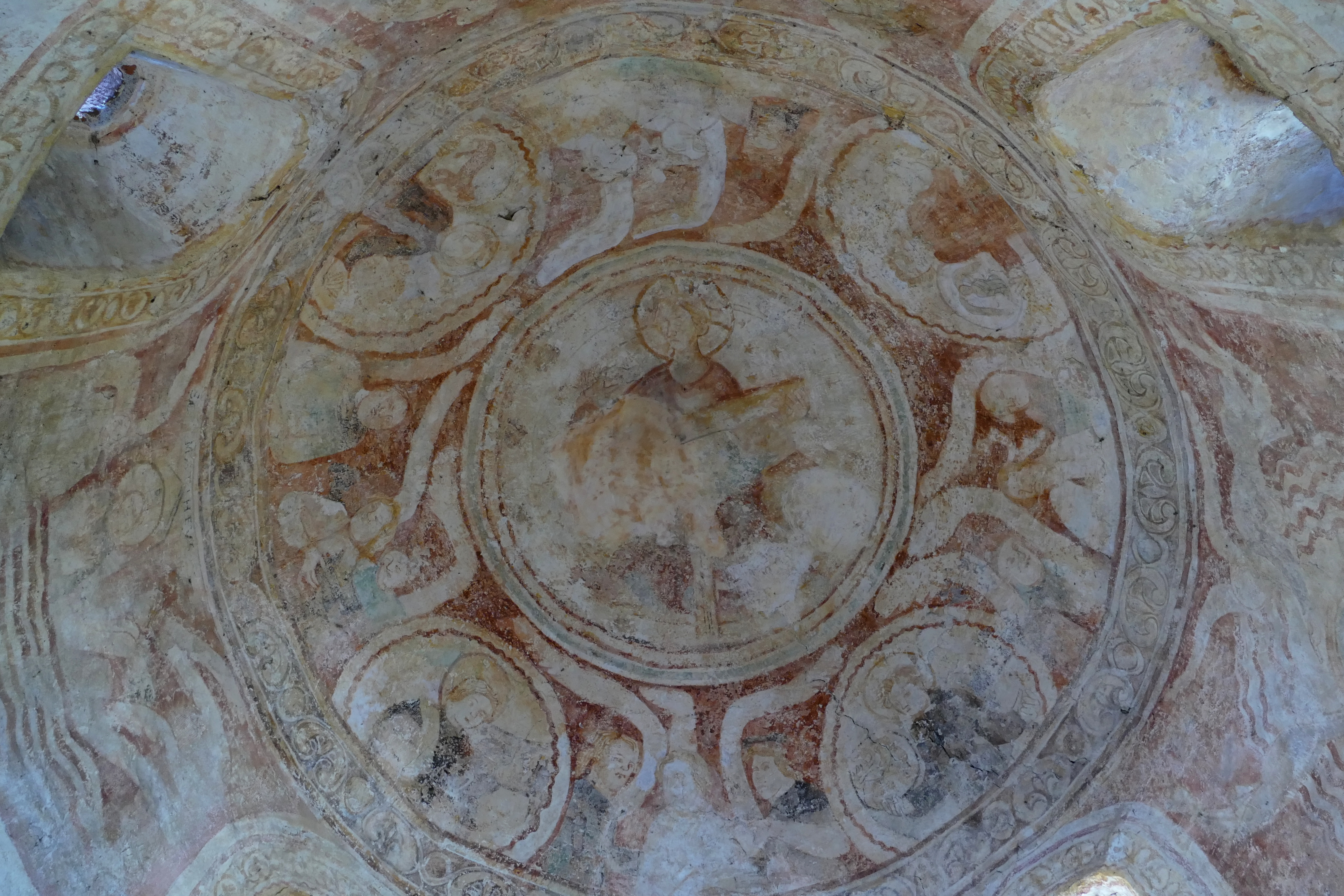
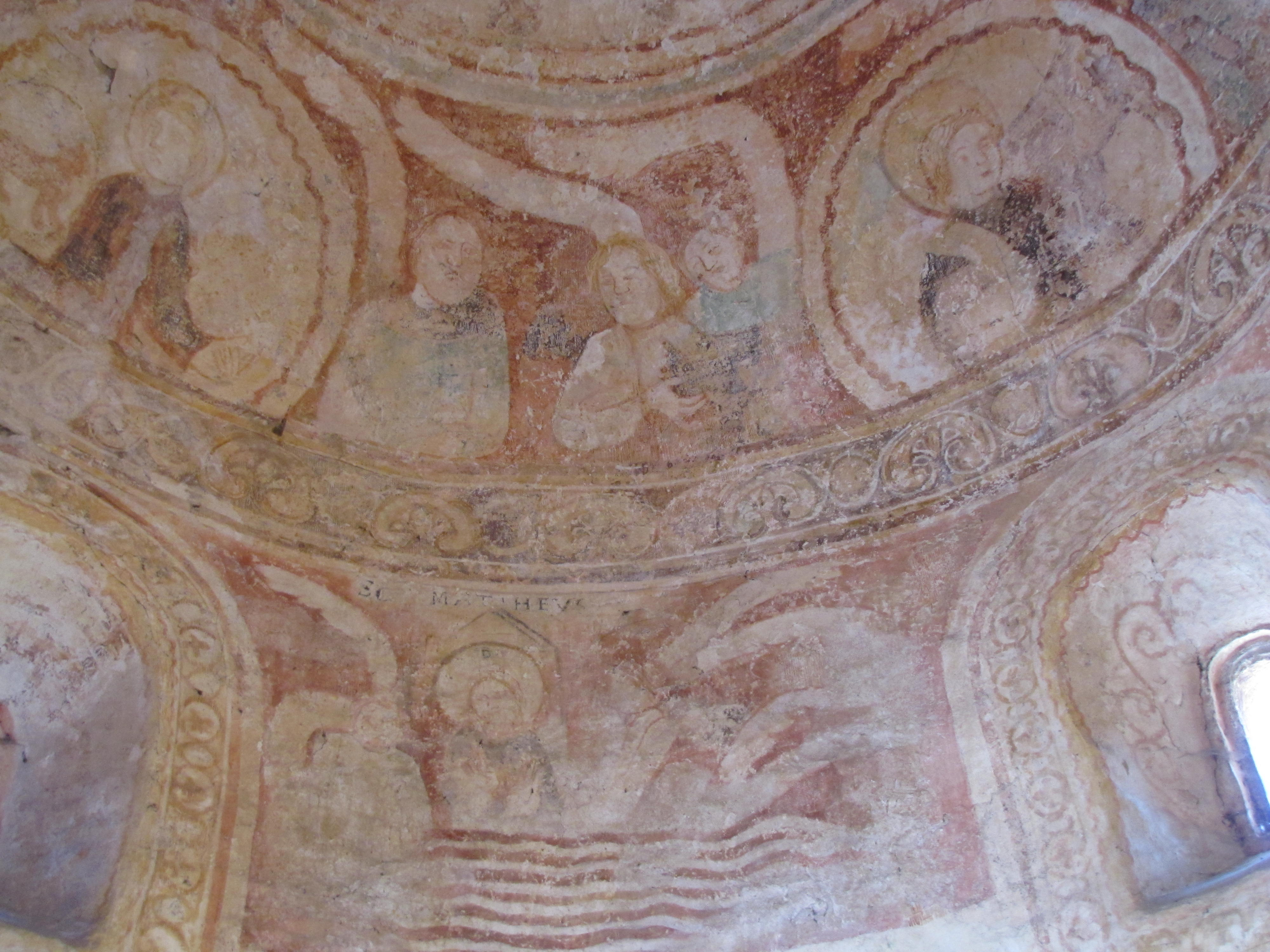

Chapelle Saint-Ulrich d'Avolsheim dans le Bas-Rhin et la région Alsace (67)